# جان هوغو
جان هوغو (بالإنجليزية: Jean Hugo)‏ هو لاعب غولف جنوب أفريقي، ولد في 3 ديسمبر 1975 في ستيلينبوش في جنوب أفريقيا.

## وصلات خارجية
- جان هوغو على موقع رابطة أوروبا للاعبي الغولف المحترفين (الإنجليزية)
- جان هوغو على موقع التصنيف العالمي الرسمي للغولف (الإنجليزية)